# Scatopse mastoidea
Scatopse mastoidea är en tvåvingeart som beskrevs av Yang 1995. Scatopse mastoidea ingår i släktet Scatopse och familjen dyngmyggor.
Artens utbredningsområde är Zhejiang (Kina). Inga underarter finns listade i Catalogue of Life.